# Eleição para governador da Califórnia em 2010
A eleição para governador do estado da Califórnia em 2010 foi realizada em 2 de novembro de 2010 para eleger o governador da Califórnia. As eleições primárias foram realizadas em 8 de junho de 2010. Como o republicano Arnold Schwarzenegger tinha sido reeleito em 2006 era inelegível. Jerry Brown, o candidato vencedor, tomou posse em 3 de janeiro de 2011.

## Candidatos
Os candidatos a seguir foram certificados pela Secretaria de Estado da Califórnia como candidatos nas eleições primárias.
Partido América Independente
- Chelene Nightingale
- Markham Robinson

Partido Democrata
- Jerry Brown
- Richard Aguirre
- Lowell Darling
- Vibert Greene
- Charles Pineda
- Peter Schurman
- Nadia Smalley
- Joe Symmon

Partido Verde
- Laura Wells
- S. Deacon Alexander

Partido Libertário
- Dale Ogden
- Jordan Llamas

Partido Paz e Liberdade
- Carlos Alvarez
- Stewart Alexander
- Mohammad Arif

Partido Republicano
- Meg Whitman
- Bill Chambers
- Douglas Hughes
- Ken Miller
- Steven Mozena
- Lawrence Naritelli
- Robert Newman
- Steve Poizner
- David Tully-Smith

## Propostas dos Candidatos
- Empregos

Meg Whitman
1. Eliminição de impostos a pequenas empresas
2. Eliminar impostos em fábricas
3. Aumento do crédito fiscal, de 15% para 20%
4. Aumentar investimentos na agricultura

Jerry Brown
1. Incentivar indústrias de energia limpa
2. Incentivar projetos sobre: água, ferrovias, portos e infra-estrutura
3. Investir mais na educação

- Educação

Meg Whitman
1. Recompensar professores
2. Investir 1 bilhão em sistemas de cominicações

Jerry Brown
1. Criar novo plano sobre o ensino superior
2. Simplificar o código de educação

## Resultados das primárias

### Partido Democrata
Jerry Brown foi escolhido por 84,4% dos democratas, e ingressou nas eleições gerais

### Partido Republicano
Meg Whitman obteve 64,4% dos votos na primária republicana

### Partido Verde
Laura Wells foi certificada candidata na eleição geral após receber 79,5% dos votos na primária do partido verde

## Pesquisas

### Primária Democrata
| Fonte  | Data                                  | Dianne Feinstein* | Jerry Brown | Antonio Villaraigosa* | Gavin Newsom* | John Garamendi* | Jack O'Connell* | Steve Westly* | Bill Lockyer* |
| ------ | ------------------------------------- | ----------------- | ----------- | --------------------- | ------------- | --------------- | --------------- | ------------- | ------------- |
| [ 9 ]  | 22-25 de fevereiro de 2009            | 36%               | 14%         | 9%                    | 9%            | 4%              | 3%              | 1%            | ––            |
| [ 10 ] | 17-19 de fevereiro de 2009            | ––                | 27%         | 20%                   | 14%           | 8%              | 1%              | 3%            | ––            |
| [ 11 ] | 20 de fevereiro a 1 de março de 2009  | 38%               | 16%         | 16%                   | 10%           | 4%              | 1%              | 2%            | 1%            |
| [ 11 ] | 20 de fevereiro a 1 de março de 2009  | ––                | 26%         | 22%                   | 16%           | 8%              | 2%              | 2%            | 2%            |
| [ 12 ] | 23 de abril de 2009                   | ––                | 31%         | 12%                   | 16%           | 11%             | 6%              | ––            | ––            |
| [ 13 ] | 25 de maio de 2009                    | ––                | 24%         | 15%                   | 16%           | 7%              | 5%              | 3%            | ––            |
| [ 14 ] | 20 de junho de 2009                   | ––                | 47%         | ––                    | 26%           | ––              | ––              | ––            | ––            |
| [ 15 ] | 10-16 de junho de 2009                | ––                | 29%         | ––                    | 20%           | ––              | ––              | ––            | ––            |
| [ 15 ] | 10-16 de junho de 2009                | 40%               | 27%         | ––                    | 16%           | ––              | ––              | ––            | ––            |
| [ 16 ] | 18 de setembro a 5 de outubro de 2009 | ––                | 47%         | ––                    | 27%           | ––              | ––              | ––            | ––            |

* Desistiram de concorrer a nomeação

### Primária Republicana
| Fonte  | Data                                  | Tom Campbell* | Meg Whitman | Steve Poizner | Peter Foy* |
| ------ | ------------------------------------- | ------------- | ----------- | ------------- | ---------- |
| [ 9 ]  | 5-22 de janeiro de 2009               | 15%           | 14%         | 4%            | 1%         |
| [ 11 ] | 20 de fevereiro a 1 de março de 2009  | 18%           | 21%         | 7%            | —          |
| [ 17 ] | 25 de maio de 2009                    | 13%           | 10%         | 8%            | 1%         |
| [ 15 ] | 9 de agosto de 2009                   | 19%           | 24%         | 9%            | —          |
| [ 16 ] | 18 de setembro a 5 de outubro de 2009 | 20%           | 22%         | 9%            | —          |
| [ 18 ] | 27 de outubro a 3 de novembro de 2009 | 27%           | 35%         | 10%           | —          |
| [ 19 ] | 16 de dezembro de 2009                | 12%           | 32%         | 8%            | —          |
| [ 20 ] | 5-17 de janeiro de 2010               | —             | 45%         | 17%           | —          |
| [ 20 ] | 5-17 de janeiro de 2010               | 22%           | 36%         | 9%            | —          |
| [ 21 ] | 27 de janeiro de 2010                 | —             | 41%         | 11%           | —          |
| [ 22 ] | 10 de março de 2010                   | —             | 52%         | 19%           | —          |
| [ 23 ] | 17 de março de 2010                   | —             | 63%         | 14%           | —          |
| [ 24 ] | 24 de março de 2010                   | —             | 61%         | 11%           | —          |
| [ 25 ] | 23-30 de março de 2010                | —             | 60%         | 20%           | —          |
| [ 26 ] | 19-21 de abril de 2010                | —             | 49%         | 27%           | —          |
| [ 27 ] | 6-9 de maio de 2010                   | —             | 39%         | 37%           | —          |
| [ 28 ] | 17-19 de maio de 2010                 | —             | 46%         | 36%           | —          |
| [ 29 ] | 19 de maio de 2010                    | —             | 38%         | 29%           | —          |
| [ 30 ] | 21-23 de maio de 2010                 | —             | 51%         | 26%           | —          |
| [ 31 ] | 19-26 de maio de 2010                 | —             | 53%         | 29%           | —          |
| [ 32 ] | 3-6 de junho de 2010                  | —             | 59%         | 30%           | —          |

* Desistiram de concorrer a nomeação

### Eleição Geral
| Fonte  | Data                                  | Amostra | Margem de erro | Jerry Brown (D) | Meg Whitman (R) | Outros | Indecididos |
| ------ | ------------------------------------- | ------- | -------------- | --------------- | --------------- | ------ | ----------- |
| [ 33 ] | 14 de janeiro de 2009                 | 500     | ±4.5%          | 40%             | 38%             | ––     | ––          |
| [ 15 ] | 9 de agosto de 2009                   | 600     | ±4.0%          | 42%             | 36%             | ––     | ––          |
| [ 34 ] | 24 de setembro de 2009                | 500     | ±4.5%          | 44%             | 35%             | 3%     | 18%         |
| [ 16 ] | 15 de setembro a 5 de outubro de 2009 | 1.005   | ±3.2%          | 50%             | 29%             | ––     | 21%         |
| [ 35 ] | 17 de novembro de 2009                | 500     | ±4.5%          | 41%             | 41%             | 3%     | 14%         |
| [ 19 ] | 16 de dezembro de 2009                | 2.004   | ±2.0%          | 43%             | 37%             | ––     | 20%         |
| [ 20 ] | 5-17 de janeiro de 2010               | 958     | ±3.3%          | 46%             | 36%             | ––     | 18%         |
| [ 36 ] | 19 de janeiro de 2010                 | 500     | ±4.5%          | 43%             | 39%             | 7%     | 11%         |
| [ 21 ] | 27 de janeiro de 2010                 | 2.001   | ±2.0%          | 41%             | 36%             | ––     | 23%         |
| [ 37 ] | 15 de fevereiro de 2010               | 500     | ±4.5%          | 43%             | 43%             | 6%     | 8%          |
| [ 22 ] | 10 de março de 2010                   | 600     | ±4.0%          | 45%             | 41%             | ––     | 14%         |
| [ 36 ] | 15 de março de 2010                   | 500     | ±4.5%          | 40%             | 40%             | 6%     | 14%         |
| [ 23 ] | 17 de março de 2010                   | 748     | ±3.7%          | 43%             | 46%             | ––     | 11%         |
| [ 24 ] | 24 de março de 2010                   | 2.002   | ±2.0%          | 39%             | 44%             | ––     | 17%         |
| [ 25 ] | 23-30 de março de 2010                | ––      | ––             | 41%             | 44%             | ––     | ––          |
| [ 38 ] | 19 de abril de 2010                   | 500     | ±4.5%          | 44%             | 38%             | 9%     | 9%          |
| [ 29 ] | 9-16 de maio de 2010                  | 2.003   | ±2.0%          | 42%             | 37%             | ––     | 21%         |
| [ 28 ] | 17-19 de maio de 2010                 | 600     | ±4.0%          | 46%             | 42%             | ––     | 18%         |
| [ 39 ] | 21-23 de maio de 2010                 | 921     | ±3.2%          | 48%             | 36%             | ––     | 16%         |
| [ 40 ] | 24 de maio de 2010                    | 500     | ±4.5%          | 45%             | 41%             | 8%     | 7%          |
| [ 41 ] | 19-26 de maio de 2010                 | ––      | ––             | 44%             | 38%             | ––     | ––          |
| [ 42 ] | 9 de junho de 2010                    | 500     | ±4.5%          | 45%             | 44%             | 4%     | 7%          |
| [ 43 ] | 30 de junho de 2010                   | 600     | ±4.5%          | 45%             | 39%             | 3%     | 14%         |
| [ 44 ] | 22 de junho a 5 de julho de 2010      | 1.005   | ±3.2%          | 44%             | 43%             | ––     | 13%         |
| [ 45 ] | 8-11 de julho de 2010                 | 614     | ±4.0%          | 39%             | 46%             | 7%     | 8%          |
| [ 46 ] | 12 de julho de 2010                   | 500     | ±4.5%          | 46%             | 47%             | 4%     | 3%          |
| [ 47 ] | 23-25 de julho de 2010                | 614     | ±3.95%         | 46%             | 40%             | ––     | 14%         |
| [ 48 ] | 3 de agosto de 2010                   | 750     | ±4.0%          | 43%             | 41%             | 6%     | 10%         |
| [ 49 ] | 9-11 de agosto de 2010                | 602     | ± 4.1%         | 43%             | 44%             | —      | 13%         |
| [ 50 ] | 24 de agosto de 2010                  | 750     | ±4.0%          | 40%             | 48%             | 6%     | 6%          |
| [ 51 ] | 31 de agosto a 1 de setembro de 2010  | 569     | ±4.2%          | 40%             | 47%             | 9%     | 4%          |
| [ 50 ] | 6 de setembro de 2010                 | 750     | ±4.0%          | 45%             | 48%             | 3%     | 4%          |
| [ 52 ] | 2-7 de setembro de 2010               | 866     | ± 3.5%         | 46%             | 48%             | —      | —           |
| [ 53 ] | 11 de setembro de 2010                | 1.000   | ± 3%           | 43%             | 49%             | 4%     | 4%          |
| [ 54 ] | 14-16 de setembro de 2010             | 630     | ±3.9%          | 47%             | 42%             | ––     | 12%         |
| [ 55 ] | 14-21 de setembro de 2010             | 599     | ±4.1%          | 41%             | 41%             | ––     | 18%         |
| [ 56 ] | 18 de setembro de 2010                | 1.000   | ±3.0%          | 45%             | 45%             | 4%     | 6%          |
| [ 57 ] | 20 de setembro de 2010                | 750     | ±4.0%          | 47%             | 46%             | 4%     | 3%          |
| [ 58 ] | 19-21 de setembro de 2010             | 610     | ±4.0%          | 46%             | 43%             | 8%     | 3%          |
| [ 59 ] | 15-22 de setembro de 2010             | 1.500   | ±3.3%          | 49%             | 44%             | --     | --          |
| [ 60 ] | 19-26 de setembro de 2010             | 1.104   | ±3%            | 37%             | 38%             | 7%     | 18%         |
| [ 61 ] | 24-28 de setembro de 2010             | 786     | ±3.5%          | 52%             | 43%             | 5%     | 3%          |
| [ 50 ] | 3 de outubro de 2010                  | 750     | ±4.0%          | 49%             | 44%             | 4%     | 4%          |
| [ 62 ] | 4 de outubro de 2010                  | 600     | ±4%            | 50%             | 43%             | —      | —           |
| [ 63 ] | 6 de outubro de 2010                  | 501     | ±4.5%          | 53%             | 41%             | 6%     | —           |
| [ 50 ] | 13 de outubro de 2010                 | 750     | ±4.0%          | 50%             | 44%             | 2%     | 4%          |
| [ 64 ] | 13-20 de outubro de 2010              | 1.501   | ±2.5%          | 52%             | 39%             | 3%     | 6%          |
| [ 65 ] | 12-14 de outubro de 2010              | 601     | ± 4.0%         | 48%             | 44%             | 3%     | 6%          |
| [ 66 ] | 16 de outubro de 2010                 | 1.000   | ±3%            | 48%             | 43%             | 4%     | 4%          |
| [ 67 ] | 10-17 de outubro de 2010              | 1.067   | ±3.1%          | 44%             | 36%             | 4%     | 16%         |
| [ 68 ] | 15-18 de outubro de 2010              | 621     | ±4%            | 47%             | 40%             | 8%     | 5%          |
| [ 50 ] | 21 de outubro de 2010                 | 750     | ±4%            | 48%             | 42%             | 4%     | 6%          |
| [ 66 ] | 23 de outubro de 2010                 | 1.000   | ±3%            | 50%             | 41%             | 6%     | 3%          |
| [ 69 ] | 21-24 de outubro de 2010              | 600     | ±4%            | 50%             | 42%             | 5%     | 3%          |
| [ 70 ] | 20-26 de outubro de 2010              | 888     | ±3.5%          | 51%             | 44%             | 2%     | 2%          |
| [ 71 ] | 27 de outburo de 2010                 | 750     | ±4%            | 49%             | 45%             | 2%     | 3%          |
| [ 72 ] | 28-29 de outubro                      | 486     | ±4.5%          | 49%             | 44%             | 7%     | —           |
| [ 73 ] | 26-31 de outubro de 2010              | 587     | ± 4%           | 48%             | 37%             | 6%     | 9%          |
| [ 74 ] | 29-31 de outubro de 2010              | 882     | ± 3.3%         | 51%             | 46%             | —      | 3%          |

## Resultados
| Eleição Geral | Eleição Geral | Eleição Geral | Eleição Geral | Eleição Geral | Eleição Geral | Eleição Geral |
| Partido       | Partido       | Candidato     | Votos         | %             |               |               |
| ------------- | ------------- | ------------- | ------------- | ------------- | ------------- | ------------- |
|               | Democrata     | Jerry Brown   | 5.428.458     | 54,26%        |               |               |
|               | Republicano   | Meg Whitman   | 4.127.371     | 41,25%        |               |               |
|               |               | Total         | Total         | 10.003.769    | 10.003.769    |               |